# محافظة صلاح الدين
محافظة صلاح الدين محافظة عراقية تقع وسط العراق شمال بغداد، مركزها مدينة تكريت. أكبر مدنها مدينة سامراء، وتقع المحافظة فلكيّاً على خطِّ طول 43.35 درجة شرق خط جرينتش، وعلى دائرةِ عرض 34.27 درجة شمال خطّ الاستواء، وتبلغ مساحةُ أراضيها 24,363 كم²، استحدثت محافظة صلاح الدين يوم 29 كانون الثاني سنة 1976م، فصارت هي حينئذٍ المحافظةَ الثامنةَ عشرةَ للجمهورية العراقية، وسُمّيت بهذا الاسم نسبةً إلى صلاح الدّين الأيّوبيّ الذي ولد فيها.

## نبذة عن محافظة صلاح الدين
تعتبر محافظة صلاح الدين من الأماكن التاريخية العريقة ابتداء من بدء الحضارة، وقد استمر تاريخها مارّا بكافة العصور التاريخية التي عرفها العراق القديم وحتى عصر ما قبل الإسلام. سميت المحافظة بهذا الاسم نسبة إلى صلاح الدين الأيوبي الذي ولد على ترابها في مدينة تكريت والذي حرّر القدس وتجاور محافظة صلاح الدين شمال بغداد ويتبعها من الأقضية ومدن تكريت والدور وسامراء وبلد والضلوعية والإسحاقي ويثرب والطوز والدجيل والشرقاط و آشور والسهل الأخضر وتلول الباج وبيجي وآمرلي وسليمان بيك وينكجة والتاجي والضلوعية وقضاء العلم والمعتصم والحجاج والبوطعمة والصينية والزوية وأسديرة.
تشتهر محافظة صلاح الدين بوجود مرقدي الإمامين العسكريين في سامراء والمئذنة الملوية و(الجمعة العباسي) وقصر العاشق وقصر الخلاقة العباسية وجامع أبو دلف ومن الآثار مدينة آشور التاريخية وتقع في الشرقاط على نهر دجلة وتطل من جهة الشمال على سهل فسيح في نهايته مدينة الشرقاط الحالية وسور تكريت ودير الراهبات من الكنائس والواقعة على جانبي نهر دجلة في مدينة تكريت والقبة الصليبية وتقع شمال مدينة سامراء الحالية قرب قصر العاشق.

## الوحدات الإدارية
في محافظة صلاح الدين عدة وحدات إدارية، مساحة كل وحدة إدارية لسنة 2016 وفقاً لكتاب (التعرية وأثرها على الأراضي الزراعية في محافظة صلاح الدين) للباحث إسماعيل فاضل البياتي هي:
| تسلسل | الوحدة     | المساحة كيلومتراً | المساحة دونماً |
| 1     | الدجيل     | 1389.247         | 555699        |
| 2     | يثرب       | 263.08           | 105232        |
| 3     | بلد        | 101.106          | 40442         |
| 4     | الإسحاقي   | 1798.023         | 719209        |
| 5     | المعتصم    | 273.576          | 109430        |
| 6     | الضلوعية   | 331.774          | 132710        |
| 7     | سامراء     | 2633.696         | 1053478       |
| 8     | دجلة       | 1776.544         | 710618        |
| 9     | تكريت      | 1076.37          | 430548        |
| 10    | الدور      | 2748.964         | 1099586       |
| 11    | آمرلي      | 744.125          | 297650        |
| 12    | سليمان بيك | 285.765          | 114306        |
| 13    | بيجي       | 135.796          | 54318         |
| 14    | طوزخورماتو | 1254.271         | 501708        |
| 15    | العلم      | 1478.439         | 591376        |
| 16    | الصينية    | 5581.089         | 2232436       |
| 17    | الشرقاط    | 2486.937         | 994775        |
|       | المجموع    | 24358.8          | 9743521       |

## السكان
مقالة رئيسية: سكان العراق 
عدد السكان الأقضية (المناطق الإدارية) لمحافظة صلاح الدين حسب تقديرات منظمة الأمم المتحدة عام 2003م.
| الأقضية | سامراء  | تكريت   | بلد     | بيجي    | الشرقاط | الدور  | طوز خورماتو | المجموع   |
| ------- | ------- | ------- | ------- | ------- | ------- | ------ | ----------- | --------- |
| العدد   | 348,700 | 180,300 | 107,600 | 134,000 | 121,500 | 46,700 | 103,400     | 1,042,200 |

قضاء العلم
'
إحداثيات	34.7086267°N 43.6971042°E
السكان
التعداد السكاني	34.000 نسمة (إحصاء2017)
معلومات أخرى
الرمز البريدي	578994
الرمز الهاتفي	3567
تعديل طالع توثيق القالب
قضاء العلم وهو قضاء تتبع إداريا لمحافظة صلاح الدين في قضاء تكريت. تحدها من جهة الغرب مدينة تكريت وتبعد عنه 16 كم، وتحدها من جهة الشرق سلسلة جبال حمرين ومن جهة الشمال ((الفتحة)) شرق قضاء بيجي ومن جهة الجنوب قضاء الدور.

### سامراء

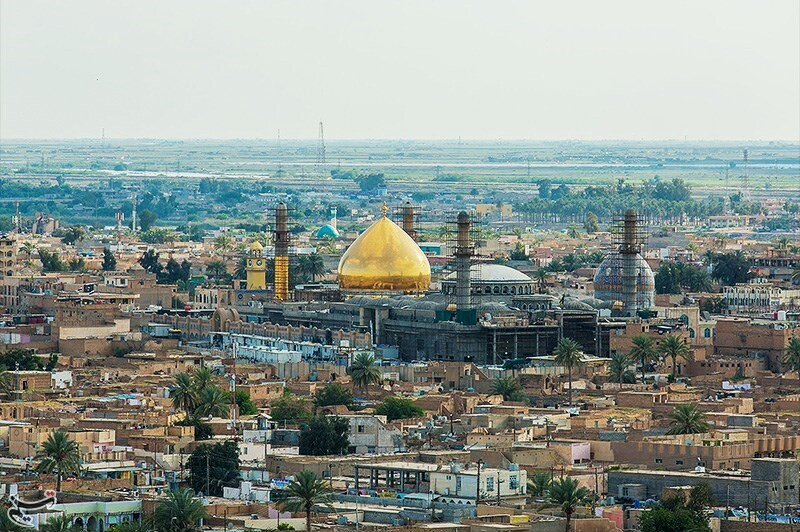
سامراء أكبر مدينة في محافظة صلاح الدين

سامراء: مدينة عراقية تاريخية تقع على الضفة الشرقية لنهر دجلة في محافظة صلاح الدين، وتبعد 125 كيلومترا شمال العاصمة بغداد، تحدها من الشمال مدينة تكريت، ومن الغرب الرمادي، ومن الشرق بعقوبة، تعتبر أحد أهم المدن المقدسة في العراق وذلك لوجود ضريح الإمامين علي الهادي والحسن العسكري.

### تكريت

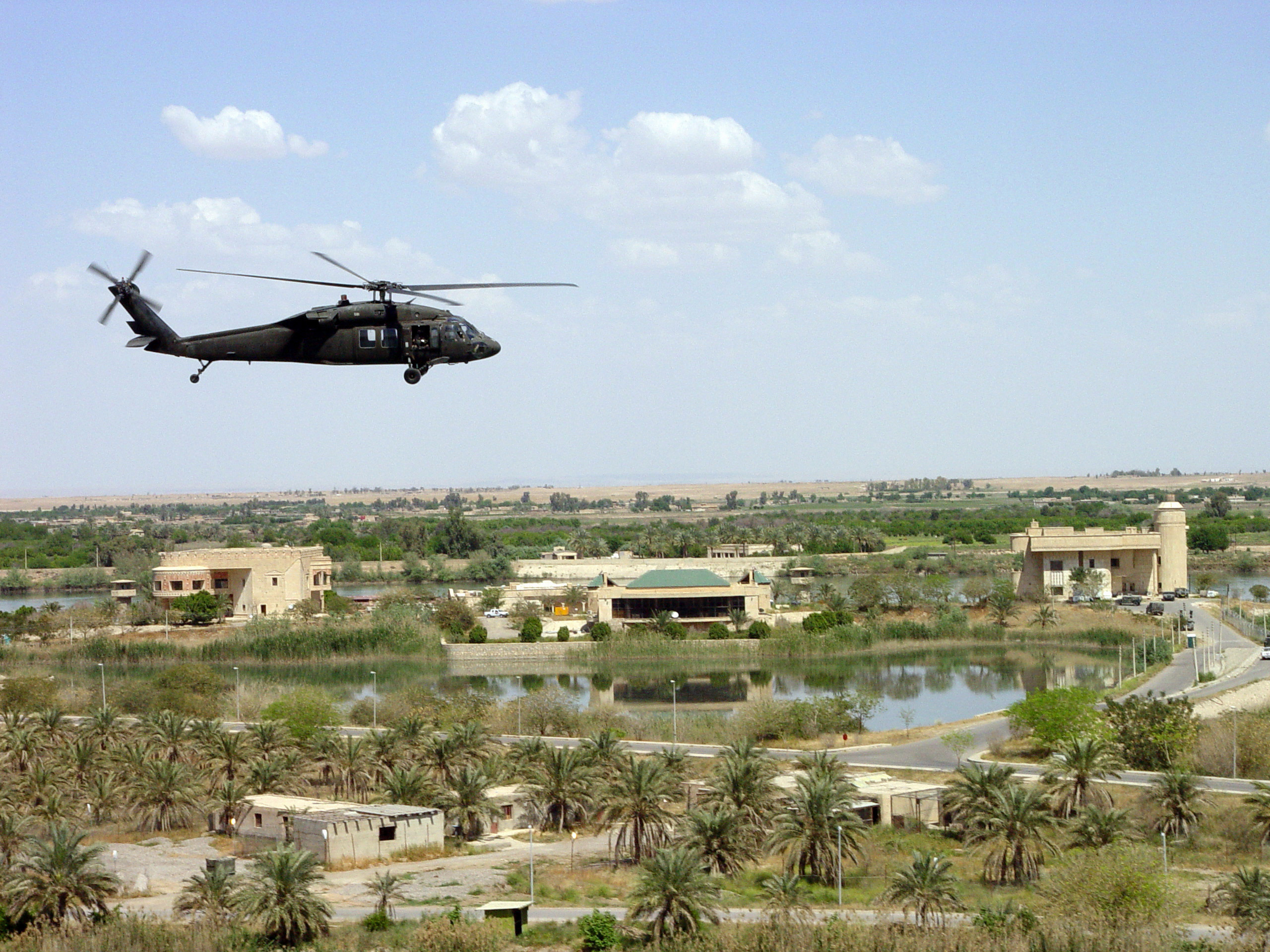
تكريت ثاني أكبر مدينة في محافظة صلاح الدين

تكريت: هي عاصمة المحافظة تقع المدينة على الضفة اليمنى لنهر دجلة وعلى بعد 180 كليومتراً شمال مدينة بغداد و 330 كليومتراً جنوب الموصل. وهي تميل بحافة شديدة الانحدار على نهر دجلة يتراوح ارتفاعها بين 45 - 50 م تقريباً.

### بيجي

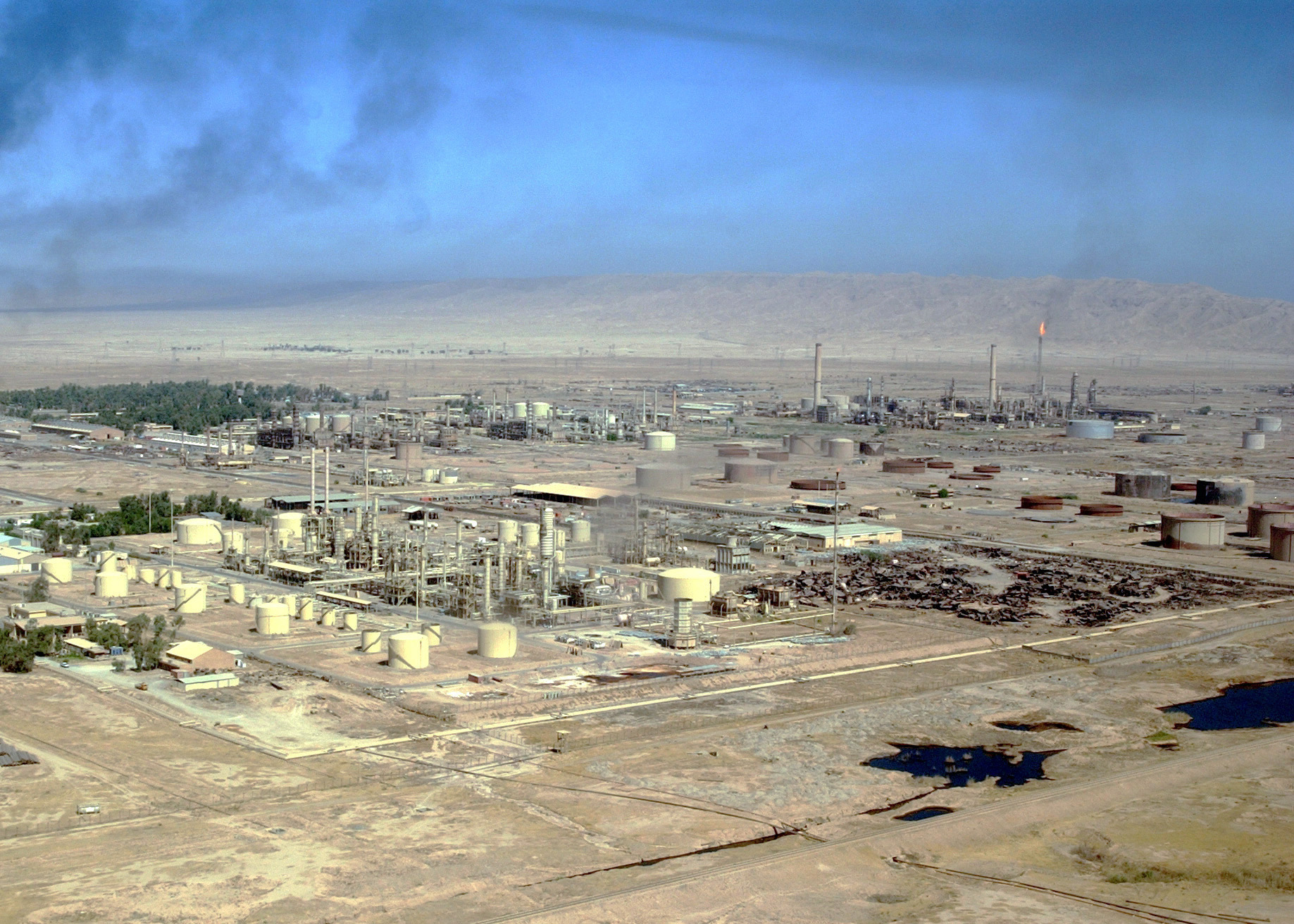
بيجي ثالث أكبر مدينة في محافظة صلاح الدين

بيجي: هي مدينة تقع في محافظة صلاح الدين وتبعد عن شمال بغداد بحوالي 210 كيلومتر في وسط الطريق المؤدي إلى مدينة الموصل. وبها أكبر مصفاة نفط في العراق المسماة بمصفى الصمود (مصفى بيجي سابقاً.

### طوز خورماتو

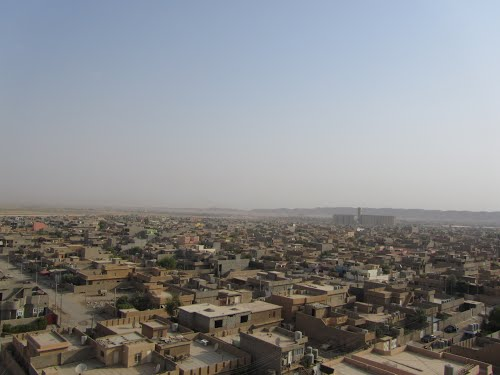
طوز خورماتو رابع أكبر مدينة في محافظة صلاح الدين

طوزخورماتو : أو الطوز أو الدوز (بالتركمانية : Tuzxurmatu) هي مدينة عراقية تقع بشمال شرق العراق وتتبع إداريا إلى محافظة صلاح الدين وقبلها كانت عائدة إلى محافطة كركوك لحين إجراء التعديلات الإدارية عام 1976، يسكن المدينة أغلبية متقاربة من العرب والتركمان بالإضافة إلى الأكراد.

### الدجيل

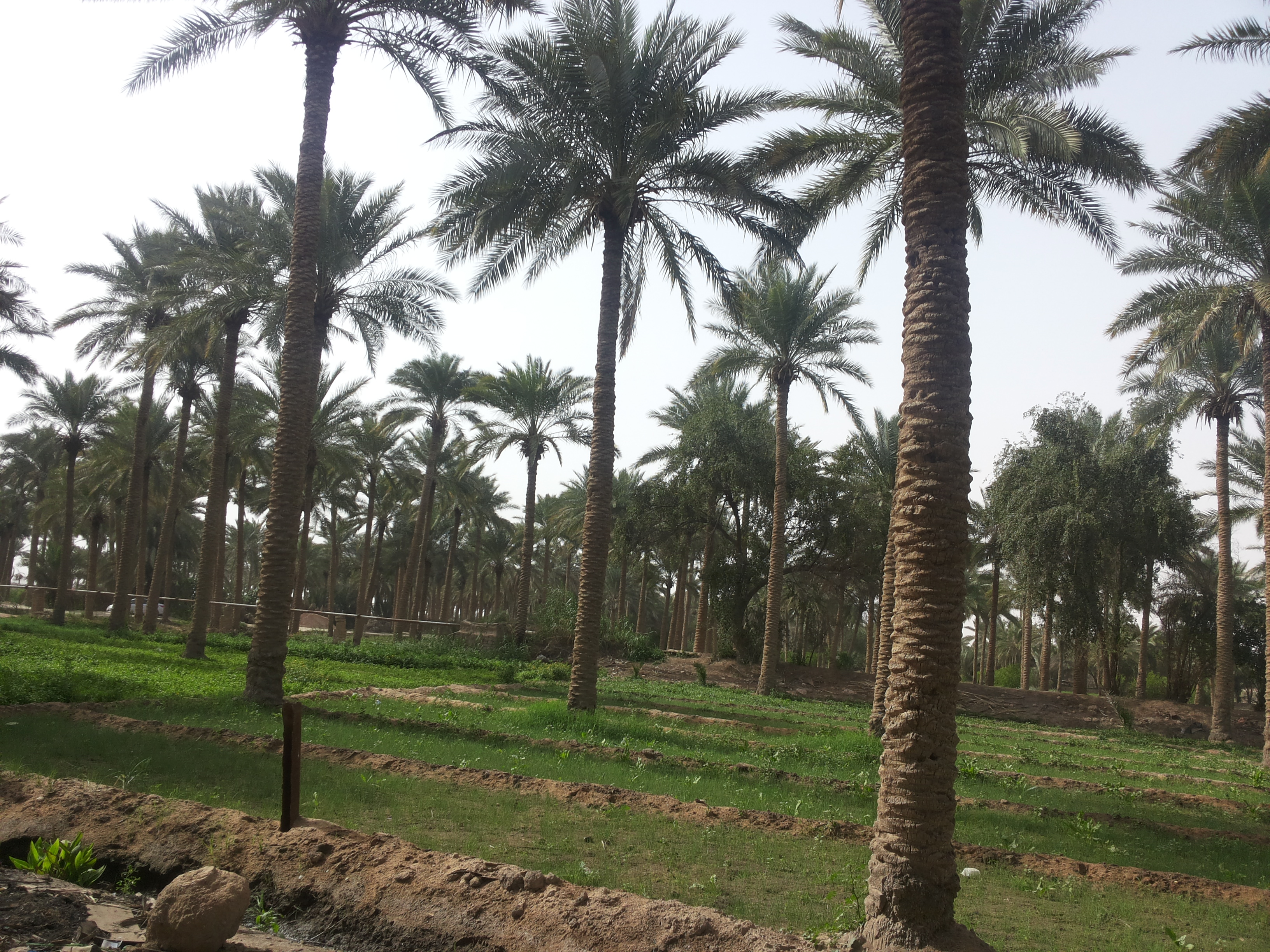
الدجيل خامس أكبر مدينة في محافظة صلاح الدين

الدجيل: هي من أشهر مدن محافظة صلاح الدين تقع على بعد 60 كيلو متر شمال بغداد ويبلغ عدد ساكنيها نحو 100,000 نسمة أغلب سكانها من الشيعة العراقيين. تشتهر ببساتينها وأراضيها الزراعية الخصبة وتشتهر المدينة بزراعة أنواع عديدة من الأشجار كالبرتقال والرمان والعنب.

### الشرقاط

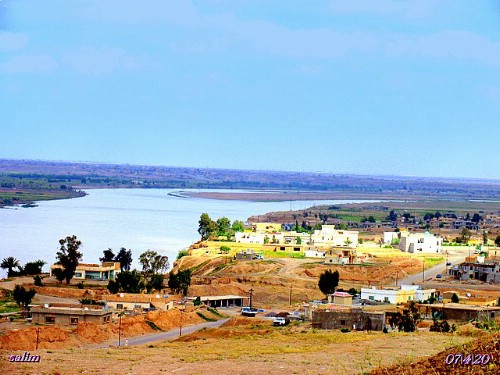
الشرقاط سادس أكبر مدينة في محافظة صلاح الدين

الشرقاط أو آشوركات: مدينة من أشهر مدن محافظة صلاح الدين الموقع الأثري في الشرقاط يرجع لعام 3000 قبل الميلاد مما يجعل الشرقاط (آشور) من أقدم المدن في العراق والمنطقة كلها، يقسمها نهر دجلة إلى قسمين الساحل الأيمن وهو الذي يشكل مركز القضاء والساحل الأيسر والذي يمثل ريف المدينة، كما تعتبر المدينة ملاصقة لمدينة الحضر التاريخية المشهورة.

### بلد

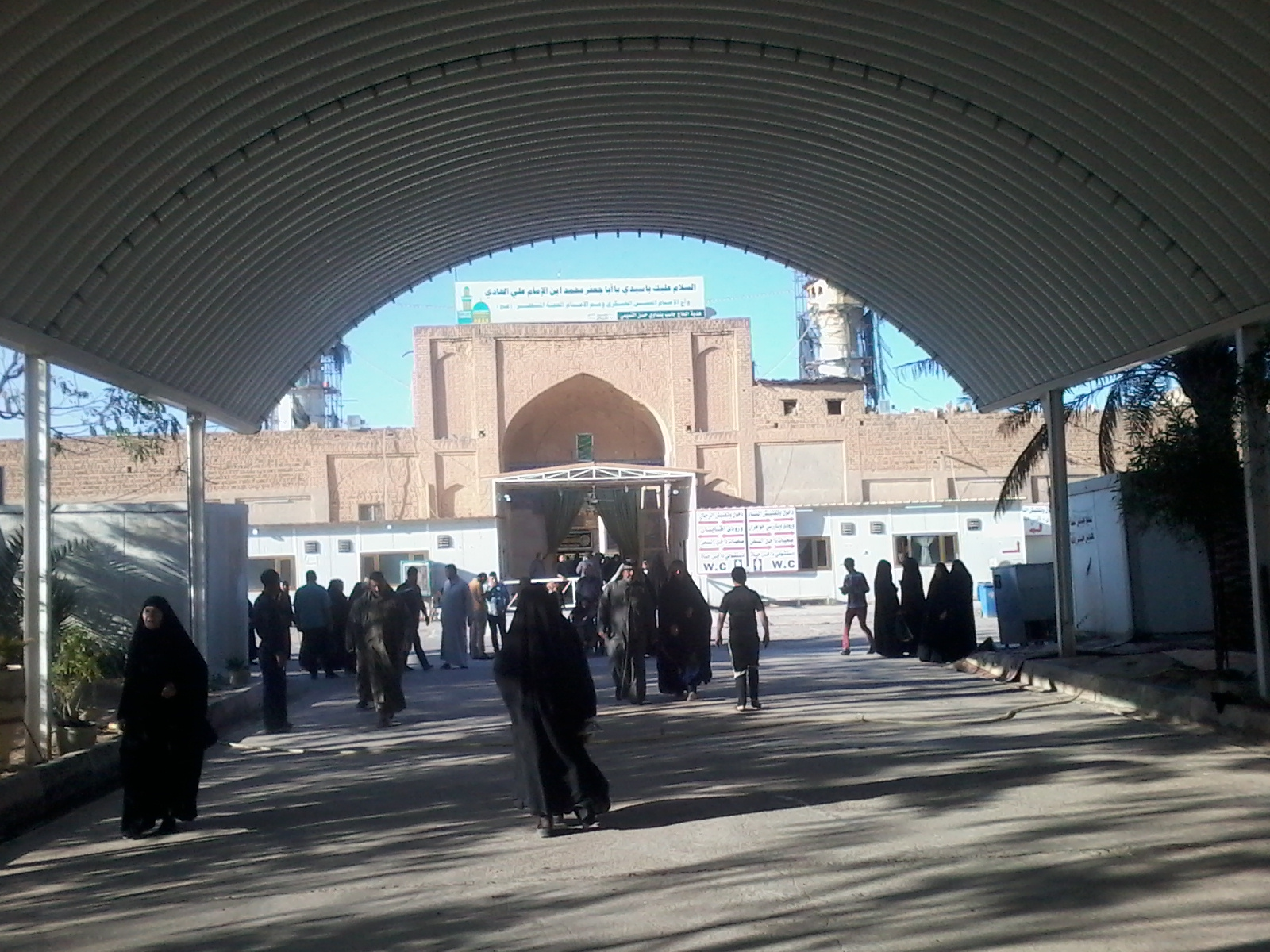
بلد سابع أكبر مدينة في محافظة صلاح الدين

بلد: مدينة عراقية شمال مدينة بغداد وهي أحد أكبر أقضية محافظة صلاح الدين. ويبلغ عدد سكان مدينة بلد 80 ألف نسمة، تحتضن المدينة ضريح السيد محمد بن الإمام علي الهادي.

### الضلوعية

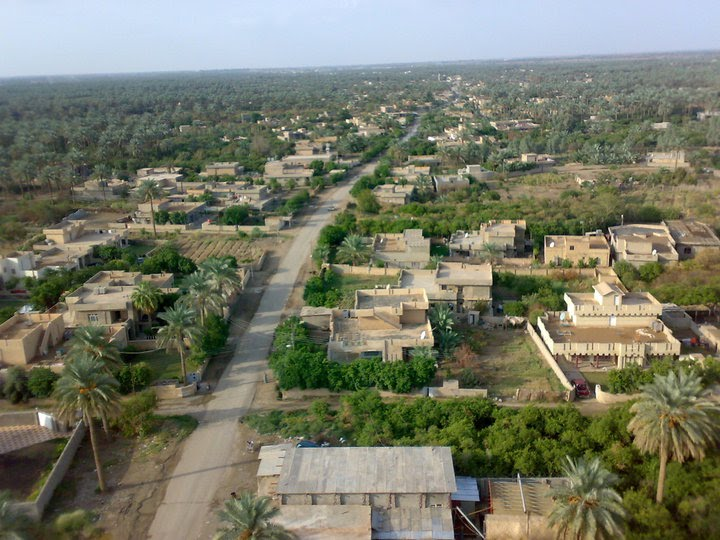
الضلوعية ثامن أكبر مدينة في محافظة صلاح الدين

الضلوعية: مدينة عراقية تقع على بعد 80 كم إلى الشمال من العاصمة بغداد، على الضفة الشرقية من نهر دجلة، يبلغ عدد سكانها نحو 55 ألف نسمة، وهي كوحدة إدارية ناحية تتبع قضاء بلد في محافظة صلاح الدين.

## مؤسسات المحافظة
- إدارة العتبة العسكرية
- ديوان الوقف السني
- رابطة الطلبة والشباب العراقية
- جامعة تكريت
- جامعة سامراء
- شركة توزيع المنتجات النفطية / فرع صلاح الدين
- شركة مصافي الشمال
- معهد نفط بيجي
- مديرية التربية سامراء
- الجمعية الخيرية العراق سامراء
- معمل أدوية سامراء

## التمرد المسلح وانسحاب الجيش العراقي 2014
بعد أحداث الموصل 2014 وسرعة الانهيار للجيش العراقي تقهقر الجيش العراقي في مدن محافظة صلاح الدين وترك الجنود سلاحهم وعرباتهم العسكرية ودباباتهم وهربوا باتجاه محافظة كركوك حيث تتواجد القوات الكردستانية وسيطر مسلحو داعش على المدن.

## تحرير المحافظة بعد نكبة حزيران 2014
تمكنت قوات الأمن العراقية بإسناد من مقاتلي الحشد الشعبي والعشائر السنية من تحرير ما يقارب 95% من أراضي محافظة صلاح الدين من سيطرة تنظيم داعش

ومن أبرز المدن والأقضية التي تحررت من سيطرة تنظيم داعش هي:
- قضاء آمرلي [11]
- ناحية الضلوعية [12]
- قضاء بلد [13]
- قضاء الدور [14]
- قضاء طوزخورماتو والقرى التابعة له [15]
- ناحية حمرين [16]
- قضاء العلم وقراها [17]
- سلسلة جبال حمرين وحقول النفط [18]
- تكريت - مركز المحافظة والقرى والتابعة له [19]
- قضاء بيجي وقراه وناحية الصينية [20]
- ناحية سليمان بيك [21]
- ناحية يثرب ومنطقة عزيز بلد [22]
- ينكجة [23]
- قضاء بيجي [24]
- قضاء الشرقاط

وذكرت قوات الأمن العراقية، أنه تم تحرير جميع مدن محافظة صلاح الدين لتعلن المحافظة محررة بالكامل في عام 2016م .

## تحرير عزيز بلد
عملية عسكرية واسعة النطاق تهدف لتحرير كامل محافظة صلاح الدين من سيطرة تنظيم الدولة الإسلامية (داعش) شملت مناطق أطراف المحافظة التي سيطر عليها التنظيم،
قبل «الفتوى الدينية للمرجع السسيستاني» شاركت بها سرايا الخراساني ووحدات من الجيش العراقي لتكون أول تدخل لفصيل مسلح لتحرير مدينة من سيطرة داعش في الثامن عشر من كانون الأول 2014.

### نتيجة المعركة
أعلن مركز جرائم الحرب: أن نسبة الدمار في ناحية عزيز بلد تجاوزت 90% .

## إقليم صلاح الدين
في يوم 27 تشرين الأول عام 2011 صوّت مجلس محافظة صلاح الدين على جعل المحافظة إقليماً فيدرالياً وتم الموافقة على رفع هذا الطلب إلى الحكومة المركزية في بغداد لأجل إتمام القضايا القانونية والرسمية لإعلان المحافظة إقليماً . ثم توقف العمل بهذهِ القضية نتيجة معارضة بعض الأطراف في الحكومة المركزية.